# Ruine Wartenfels (Presseck)
Die Burgruine Wartenfels ist die Ruine einer Spornburg auf einer 490 m ü. NHN hohen Anhöhe namens Wartenfels 125 Meter östlich des gleichnamigen Gemeindeteils des Marktes Presseck im bayerischen Landkreis Kulmbach. Von der ehemaligen Anlage sind nur die Reste eines Rundturmes erhalten.

## Geschichte
Die Burg wurde von Ritter Reiwein von Wartenfels und seinen beiden Söhnen Heinrich und Friedrich zwischen 1323 und 1327 mit Zustimmung des Bamberger Bischofs Heinrich II. von Sternberg erbaut. 1332 erhielten sie von Bischof Werntho von Bamberg die wirtschaftlichen Mittel, um für ihre Burgkapelle einen Priester einzusetzen. Im 15. Jahrhundert erhielten sie weitere kirchliche Rechte in Wartenfels. Innerhalb eines abgesteckten Gebietes um die Burg ist 1421 eine bis 1803 geltende kaiserliche Freiung beurkundet. 1444 wurde die Burg im Zuge der Waldenfelser Fehde von Nürnberger Truppen geschleift und 1525 im Bauernkrieg erneut zerstört.
1575 verkaufte Hans Adam von Waldenfels die Burg mit Höfen und Gütern an Wolf Dietrich von Wiesenthau (Rat und Hofmeister in Bamberg), der bereits zwei Jahre später 1577 das Rittergut dem Reichsritter Lorenz von Guttenberg verkaufte. Im Jahr 1621 kam es dann in den Besitz des Hochstifts Bamberg, welches dort ein Amt einrichtete. Die Burggebäude wurden allerdings vom Hochstift dem Verfall überlassen. Nach der Säkularisation 1803 kam die Burg 1806 erst in bürgerlichen und dann in den Besitz von Bauern, die die Burgruine bis 1858 abtrugen und das Baumaterial zur Errichtung des unmittelbar westlich davon stehenden Schlossbauernhauses verwendeten.

## Beschreibung
Die Burgstelle liegt auf einem nach Osten gerichteten Bergsporn, der an seiner Südseite vom Tal der Zettlitz, im Osten und Nordosten von einem Nebental und im Nordwesten von einem Trockental begrenzt wird. Nur nach Westen ist der Sporn mit der leicht ansteigenden Hochfläche verbunden, dort wurde ein tiefer, aus dem Felsgestein geschlagener Abschnittsgraben angelegt. An der Nord- und der Ostseite befindet sich jeweils eine Berme. Die Burganlage bestand aus einer etwas erhöht liegenden Kernburg und einer Vorburg auf einem tieferliegenden Plateau südlich davon. An der Nordostecke befinden sich die wenigen Reste eines Rundturmes.
Die Stelle ist als Bodendenkmal Nummer D-4-5734-0016: „Mittelalterlicher Burgstall Wartenfels“ geschützt.